# Selección femenina de fútbol de Finlandia
La selección femenina de fútbol de Finlandia representa a Finlandia en las competiciones internacionales de fútbol femenino. Jugó su primer partido internacional el 25 de agosto de 1973 contra la Selección femenina de fútbol de Suecia, partido que terminó en empate a cero.
Ha participado en cinco ediciones de la Eurocopa Femenina, obteniendo su mejor resultado en la edición de 2005, donde llegó a las semifinales.
Hasta el momento no ha logrado clasificarse para disputar la Copa Mundial Femenina de Fútbol, ni tampoco los juegos olímpicos.
El equipo finlandés cuenta con algunas jugadoras consideradas de las mejores en el fútbol femenino, como Laura Österberg Kalmari, Sanna Valkonen o Anne Mäkinen.

## Resultados

### Eurocopa
Fuentes:
| Campeonato de Europa Femenino |                  |                 |                 |                 |                 |                 |                 |                 |
| Año                           | Ronda            | Posición        | PJ              | PG              | PE              | PP              | GF              | GC              |
| Sin sede 1984                 | No participó     | No participó    | No participó    | No participó    | No participó    | No participó    | No participó    | No participó    |
| Noruega 1987                  | No participó     | No participó    | No participó    | No participó    | No participó    | No participó    | No participó    | No participó    |
| Alemania Federal 1989         | No participó     | No participó    | No participó    | No participó    | No participó    | No participó    | No participó    | No participó    |
| Total                         | 0/3              | -               | -               | -               | -               | -               | -               | -               |
| Eurocopa Femenina de la UEFA  |                  |                 |                 |                 |                 |                 |                 |                 |
| Dinamarca 1991                | No se clasificó  | No se clasificó | No se clasificó | No se clasificó | No se clasificó | No se clasificó | No se clasificó | No se clasificó |
| Italia 1993                   | No se clasificó  | No se clasificó | No se clasificó | No se clasificó | No se clasificó | No se clasificó | No se clasificó | No se clasificó |
| Alemania 1995                 | No se clasificó  | No se clasificó | No se clasificó | No se clasificó | No se clasificó | No se clasificó | No se clasificó | No se clasificó |
| Noruega y Suecia 1997         | No se clasificó  | No se clasificó | No se clasificó | No se clasificó | No se clasificó | No se clasificó | No se clasificó | No se clasificó |
| Alemania 2001                 | No se clasificó  | No se clasificó | No se clasificó | No se clasificó | No se clasificó | No se clasificó | No se clasificó | No se clasificó |
| Inglaterra 2005               | Semifinal        | 4.º             | 4               | 1               | 1               | 2               | 5               | 8               |
| Finlandia 2009                | Cuartos de final | 6.º             | 4               | 2               | 0               | 2               | 5               | 5               |
| Suecia 2013                   | Fase de grupos   | 10.º            | 3               | 0               | 2               | 1               | 1               | 6               |
| Países Bajos 2017             | No se clasificó  | No se clasificó | No se clasificó | No se clasificó | No se clasificó | No se clasificó | No se clasificó | No se clasificó |
| Inglaterra 2021               | Fase de grupos   | 15.º            | 3               | 0               | 0               | 3               | 1               | 8               |
| Suiza 2025                    | Fase de grupos   | 9.º             | 3               | 1               | 1               | 1               | 3               | 3               |
| Total                         | 5/11             | -               | 17              | 4               | 4               | 9               | 15              | 30              |
| Total global                  | 5/14             | -               | 17              | 4               | 4               | 9               | 15              | 30              |

### Copa Mundial
| Mundial Femenino                      |                                                         |                                                         |                                                         |                                                         |                                                         |                                                         |                                                         |                                                         |
| Año                                   | Ronda                                                   | Posición                                                | PJ                                                      | PG                                                      | PE                                                      | PP                                                      | GF                                                      | GC                                                      |
| Italia 1970                           | No existía la selección femenina de fútbol de Finlandia | No existía la selección femenina de fútbol de Finlandia | No existía la selección femenina de fútbol de Finlandia | No existía la selección femenina de fútbol de Finlandia | No existía la selección femenina de fútbol de Finlandia | No existía la selección femenina de fútbol de Finlandia | No existía la selección femenina de fútbol de Finlandia | No existía la selección femenina de fútbol de Finlandia |
| México 1971                           | No existía la selección femenina de fútbol de Finlandia | No existía la selección femenina de fútbol de Finlandia | No existía la selección femenina de fútbol de Finlandia | No existía la selección femenina de fútbol de Finlandia | No existía la selección femenina de fútbol de Finlandia | No existía la selección femenina de fútbol de Finlandia | No existía la selección femenina de fútbol de Finlandia | No existía la selección femenina de fútbol de Finlandia |
| España 1972                           | No existía la selección femenina de fútbol de Finlandia | No existía la selección femenina de fútbol de Finlandia | No existía la selección femenina de fútbol de Finlandia | No existía la selección femenina de fútbol de Finlandia | No existía la selección femenina de fútbol de Finlandia | No existía la selección femenina de fútbol de Finlandia | No existía la selección femenina de fútbol de Finlandia | No existía la selección femenina de fútbol de Finlandia |
| Total                                 | 0/3                                                     | -                                                       | -                                                       | -                                                       | -                                                       | -                                                       | -                                                       | -                                                       |
| Mundialito Femenino                   |                                                         |                                                         |                                                         |                                                         |                                                         |                                                         |                                                         |                                                         |
| Taiwán 1981                           | No participó                                            | No participó                                            | No participó                                            | No participó                                            | No participó                                            | No participó                                            | No participó                                            | No participó                                            |
| Italia 1982                           | No participó                                            | No participó                                            | No participó                                            | No participó                                            | No participó                                            | No participó                                            | No participó                                            | No participó                                            |
| Italia 1984                           | No participó                                            | No participó                                            | No participó                                            | No participó                                            | No participó                                            | No participó                                            | No participó                                            | No participó                                            |
| Italia 1985                           | No participó                                            | No participó                                            | No participó                                            | No participó                                            | No participó                                            | No participó                                            | No participó                                            | No participó                                            |
| Italia 1986                           | No participó                                            | No participó                                            | No participó                                            | No participó                                            | No participó                                            | No participó                                            | No participó                                            | No participó                                            |
| Italia 1988                           | No participó                                            | No participó                                            | No participó                                            | No participó                                            | No participó                                            | No participó                                            | No participó                                            | No participó                                            |
| Total                                 | 0/6                                                     | -                                                       | -                                                       | -                                                       | -                                                       | -                                                       | -                                                       | -                                                       |
| Torneo Invitación Femenino de la FIFA |                                                         |                                                         |                                                         |                                                         |                                                         |                                                         |                                                         |                                                         |
| Taiwán 1987                           | No participó                                            | No participó                                            | No participó                                            | No participó                                            | No participó                                            | No participó                                            | No participó                                            | No participó                                            |
| China 1988                            | No participó                                            | No participó                                            | No participó                                            | No participó                                            | No participó                                            | No participó                                            | No participó                                            | No participó                                            |
| Total                                 | 0/2                                                     | -                                                       | -                                                       | -                                                       | -                                                       | -                                                       | -                                                       | -                                                       |
| Mundial Femenino de la FIFA           |                                                         |                                                         |                                                         |                                                         |                                                         |                                                         |                                                         |                                                         |
| China 1991                            | No participó                                            | No participó                                            | No participó                                            | No participó                                            | No participó                                            | No participó                                            | No participó                                            | No participó                                            |
| Suecia 1995                           | No participó                                            | No participó                                            | No participó                                            | No participó                                            | No participó                                            | No participó                                            | No participó                                            | No participó                                            |
| Estados Unidos 1999                   | No se clasificó                                         | No se clasificó                                         | No se clasificó                                         | No se clasificó                                         | No se clasificó                                         | No se clasificó                                         | No se clasificó                                         | No se clasificó                                         |
| Estados Unidos 2003                   | No se clasificó                                         | No se clasificó                                         | No se clasificó                                         | No se clasificó                                         | No se clasificó                                         | No se clasificó                                         | No se clasificó                                         | No se clasificó                                         |
| China 2007                            | No se clasificó                                         | No se clasificó                                         | No se clasificó                                         | No se clasificó                                         | No se clasificó                                         | No se clasificó                                         | No se clasificó                                         | No se clasificó                                         |
| Alemania 2011                         | No se clasificó                                         | No se clasificó                                         | No se clasificó                                         | No se clasificó                                         | No se clasificó                                         | No se clasificó                                         | No se clasificó                                         | No se clasificó                                         |
| Canadá 2015                           | No se clasificó                                         | No se clasificó                                         | No se clasificó                                         | No se clasificó                                         | No se clasificó                                         | No se clasificó                                         | No se clasificó                                         | No se clasificó                                         |
| Francia 2019                          | No se clasificó                                         | No se clasificó                                         | No se clasificó                                         | No se clasificó                                         | No se clasificó                                         | No se clasificó                                         | No se clasificó                                         | No se clasificó                                         |
| Australia y Nueva Zelanda 2023        | No se clasificó                                         | No se clasificó                                         | No se clasificó                                         | No se clasificó                                         | No se clasificó                                         | No se clasificó                                         | No se clasificó                                         | No se clasificó                                         |
| Total                                 | 0/9                                                     | -                                                       | -                                                       | -                                                       | -                                                       | -                                                       | -                                                       | -                                                       |
| Total global                          | 0/17                                                    | -                                                       | -                                                       | -                                                       | -                                                       | -                                                       | -                                                       | -                                                       |

## Entrenadores
| Período   | Nombre           | Dirigidos | Ganados | Empatados | Perdidos | % Ganados |
| --------- | ---------------- | --------- | ------- | --------- | -------- | --------- |
| 1973-77   | Juhani Nirkkonen | 12        | 1       | 1         | 10       | 8,33      |
| 1978      | Simo Syrjävaara  | 3         | 1       | 1         | 1        | 33,33     |
| 1979-89   | Kaj Österberg    | 44        | 13      | 12        | 19       | 29,55     |
| 1989-92   | Jyrki Nieminen   | 24        | 3       | 4         | 17       | 12,50     |
| 1993-96   | Nils Suomalainen | 24        | 4       | 5         | 15       | 16,67     |
| 1996-00   | Reima Kokko      | 46        | 11      | 3         | 32       | 23,91     |
| 2001-09   | Michael Käld     | 107       | 35      | 22        | 50       | 32,71     |
| 2010-16   | Andrée Jeglertz  | 76        | 27      | 13        | 36       | 35,53     |
| 2017      | Marko Saloranta  | 6         | 2       | 0         | 4        | 33,33     |
| 2017-2022 | Anna Signeul     | 0         | 0       | 0         | 0        | 00,00     |

(Actualizado a 21 de junio de 2013)

## Última convocatoria
Jugadoras convocadas para la Eurocopa Femenina 2025.
Entrenadora:  Marko Saloranta
| No. | Pos. | Jugadora             | Fecha de nacimiento (edad)        | Apa. | Goles | Club              |
| --- | ---- | -------------------- | --------------------------------- | ---- | ----- | ----------------- |
| 1   | POR  | Anna Koivunen        | 28 de noviembre de 1999 (25 años) | 40   | 0     | Djurgårdens       |
| 12  | POR  | Anna Tamminen        | 30 de octubre de 1994 (30 años)   | 16   | 0     | Hammarby          |
| 23  | POR  | Tinja-Riikka Korpela | 5 de mayo de 1986 (39 años)       | 128  | 0     | Servette          |
|     |      |                      |                                   |      |       |                   |
| 3   | DEF  | Eva Nyström          | 29 de noviembre de 1999 (25 años) | 28   | 2     | West Ham United   |
| 5   | DEF  | Emma Koivisto        | 25 de octubre de 1994 (30 años)   | 109  | 7     | Milan             |
| 6   | DEF  | Joanna Tynnilä       | 1 de septiembre de 2001 (23 años) | 21   | 0     | Brann             |
| 10  | DEF  | Emmi Siren           | 23 de febrero de 2001 (24 años)   | 7    | 0     | Nordsjælland      |
| 11  | DEF  | Nora Heroum          | 20 de julio de 1994 (30 años)     | 93   | 2     | Sampdoria         |
| 15  | DEF  | Natalia Kuikka       | 1 de diciembre de 1995 (29 años)  | 98   | 4     | Chicago Stars     |
| 16  | DEF  | Nea Lehtola          | 24 de octubre de 1998 (26 años)   | 13   | 3     | Brann             |
| 19  | DEF  | Maaria Roth          | 13 de junio de 1997 (28 años)     | 2    | 0     | HJK Helsinki      |
|     |      |                      |                                   |      |       |                   |
| 2   | MED  | Vilma Koivisto       | 21 de noviembre de 2002 (22 años) | 9    | 1     | Linköpings        |
| 4   | MED  | Ria Öling            | 15 de octubre de 1994 (30 años)   | 93   | 11    | Crystal Palace    |
| 7   | MED  | Adelina Engman       | 11 de octubre de 1994 (30 años)   | 93   | 12    | FC Como           |
| 8   | MED  | Olga Ahtinen         | 15 de agosto de 1997 (27 años)    | 75   | 4     | Tottenham Hotspur |
| 9   | MED  | Katariina Kosola     | 24 de febrero de 2001 (24 años)   | 21   | 3     | Malmö FF          |
| 13  | MED  | Oona Siren           | 23 de febrero de 2001 (24 años)   | 23   | 0     | West Ham United   |
| 20  | MED  | Eveliina Summanen    | 29 de mayo de 1998 (27 años)      | 75   | 14    | Tottenham Hotspur |
|     |      |                      |                                   |      |       |                   |
| 14  | DEL  | Heidi Kollanen       | 6 de junio de 1997 (28 años)      | 40   | 3     | Vittsjö GIK       |
| 17  | DEL  | Sanni Franssi        | 19 de marzo de 1995 (30 años)     | 90   | 7     | Real Sociedad     |
| 18  | DEL  | Linda Sällström      | 13 de julio de 1988 (37 años)     | 151  | 64    | Vittsjö GIK       |
| 21  | DEL  | Oona Sevenius        | 28 de abril de 2004 (21 años)     | 26   | 5     | Rosengård         |
| 22  | DEL  | Jutta Rantala        | 11 de noviembre de 1999 (25 años) | 31   | 10    | Leicester City    |